# Junkers A 50
Dimensions
Le Junkers A 50 est un avion de sport monomoteur biplace. 69 exemplaires furent produits et 50 commercialisés. La version avec flotteurs réalise 8 records FAI en 1930.
En décembre 2022 une réplique fait son premier vol d'essai, il s'agit du vol du premier appareil d'une nouvelle série de 29 avions. Il est motorisé par un moteur Rotax 912iS de 100 chevaux.